# 18e étape du Tour de France 2001
Pour un article plus général, voir Tour de France 2001.
La 18e étape du Tour de France 2001 a eu lieu le 27 juillet 2001 entre Montluçon et Saint-Amand-Montrond sur une distance de 61 km et sous la forme d'un contre-la-montre individuel. Elle a été remportée par l'Américain Lance Armstrong (U.S. Postal) devant l'Espagnol Igor González de Galdeano (ONCE-Eroski) et l'Allemand Jan Ullrich (Deutsche Telekom). Lance Armstrong conserve le maillot jaune à l'issue de l'étape.

## Classement de l'étape
| \| Classement de l'étape \| Classement de l'étape \| Classement de l'étape \| Classement de l'étape \| Classement de l'étape \| \| Coureur \| Coureur \| Pays \| Équipe \| Temps \| \| --------------------- \| ------------------------- \| --------------------- \| --------------------- \| --------------------- \| \| 1er \| Lance Armstrong \| États-Unis \| US Postal Service \| DQ \| \| 2e \| Igor González de Galdeano \| Espagne \| ONCE-Eroski \| + 1 min 24 s \| \| 3e \| Jan Ullrich \| Allemagne \| Deutsche Telekom \| + 1 min 39 s \| \| 4e \| Didier Rous \| France \| Bonjour \| + 2 min 25 s \| \| 5e \| Marcos Serrano \| Espagne \| ONCE-Eroski \| + 2 min 25 s \| \| 6e \| Joseba Beloki \| Espagne \| ONCE-Eroski \| + 2 min 32 s \| \| 7e \| Bobby Julich \| États-Unis \| Crédit Agricole \| + 2 min 37 s \| \| 8e \| Santiago Botero \| Colombie \| Kelme-Costa Blanca \| + 2 min 43 s \| \| 9e \| Alexandre Vinokourov \| Kazakhstan \| Deutsche Telekom \| + 2 min 57 s \| \| 10e \| José Enrique Gutiérrez \| Espagne \| Kelme-Costa Blanca \| + 3 min 01 s \| |                           |            |                    |              |
| |                           |            |                    |              |
| |                           |            |                    |              |
| Classement de l'étape |                           |            |                    |              |
| Coureur | Coureur                   | Pays       | Équipe             | Temps        |
| 1er | Lance Armstrong           | États-Unis | US Postal Service  | DQ           |
| 2e | Igor González de Galdeano | Espagne    | ONCE-Eroski        | + 1 min 24 s |
| 3e | Jan Ullrich               | Allemagne  | Deutsche Telekom   | + 1 min 39 s |
| 4e | Didier Rous               | France     | Bonjour            | + 2 min 25 s |
| 5e | Marcos Serrano            | Espagne    | ONCE-Eroski        | + 2 min 25 s |
| 6e | Joseba Beloki             | Espagne    | ONCE-Eroski        | + 2 min 32 s |
| 7e | Bobby Julich              | États-Unis | Crédit Agricole    | + 2 min 37 s |
| 8e | Santiago Botero           | Colombie   | Kelme-Costa Blanca | + 2 min 43 s |
| 9e | Alexandre Vinokourov      | Kazakhstan | Deutsche Telekom   | + 2 min 57 s |
| 10e | José Enrique Gutiérrez    | Espagne    | Kelme-Costa Blanca | + 3 min 01 s |

## Classement général
| \| Classement général \| Classement général \| Classement général \| Classement général \| Classement général \| \| Coureur \| Coureur \| Pays \| Équipe \| Temps \| \| ------------------ \| ------------------------- \| ------------------ \| ------------------------------- \| ------------------ \| \| 1er \| Lance Armstrong \| États-Unis \| US Postal Service \| DQ \| \| 2e \| Jan Ullrich \| Allemagne \| Deutsche Telekom \| + 6 min 44 s \| \| 3e \| Joseba Beloki \| Espagne \| ONCE-Eroski \| + 9 min 05 s \| \| 4e \| Andrei Kivilev \| Kazakhstan \| Cofidis-Le Crédit par Téléphone \| + 9 min 53 s \| \| 5e \| Igor González de Galdeano \| Espagne \| ONCE-Eroski \| + 13 min 28 s \| \| 6e \| François Simon \| France \| Bonjour \| + 17 min 22 s \| \| 7e \| Óscar Sevilla \| Espagne \| Kelme-Costa Blanca \| + 18 min 30 s \| \| 8e \| Santiago Botero \| Colombie \| Kelme-Costa Blanca \| + 20 min 55 s \| \| 9e \| Marcos Serrano \| Espagne \| ONCE-Eroski \| + 21 min 45 s \| \| 10e \| Michael Boogerd \| Pays-Bas \| Rabobank \| + 22 min 38 s \| |                           |            |                                 |               |
| |                           |            |                                 |               |
| |                           |            |                                 |               |
| Classement général |                           |            |                                 |               |
| Coureur | Coureur                   | Pays       | Équipe                          | Temps         |
| 1er | Lance Armstrong           | États-Unis | US Postal Service               | DQ            |
| 2e | Jan Ullrich               | Allemagne  | Deutsche Telekom                | + 6 min 44 s  |
| 3e | Joseba Beloki             | Espagne    | ONCE-Eroski                     | + 9 min 05 s  |
| 4e | Andrei Kivilev            | Kazakhstan | Cofidis-Le Crédit par Téléphone | + 9 min 53 s  |
| 5e | Igor González de Galdeano | Espagne    | ONCE-Eroski                     | + 13 min 28 s |
| 6e | François Simon            | France     | Bonjour                         | + 17 min 22 s |
| 7e | Óscar Sevilla             | Espagne    | Kelme-Costa Blanca              | + 18 min 30 s |
| 8e | Santiago Botero           | Colombie   | Kelme-Costa Blanca              | + 20 min 55 s |
| 9e | Marcos Serrano            | Espagne    | ONCE-Eroski                     | + 21 min 45 s |
| 10e | Michael Boogerd           | Pays-Bas   | Rabobank                        | + 22 min 38 s |

## Classements annexes
| Classement par points | Classement par points | Classement par points | Classement par points | Classement par points |
| Coureur               | Coureur               | Pays                  | Équipe                | Points                |
| --------------------- | --------------------- | --------------------- | --------------------- | --------------------- |
| 1er                   | Stuart O'Grady        | Australie             | Crédit Agricole       | 176 pts               |
| 2e                    | Erik Zabel            | Allemagne             | Deutsche Telekom      | 165 pts               |
| 3e                    | Lance Armstrong       | États-Unis            | US Postal Service     | DQ                    |
| 4e                    | Damien Nazon          | France                | Bonjour               | 130 pts               |
| 5e                    | Jan Ullrich           | Allemagne             | Deutsche Telekom      | 127 pts               |

| Classement par points | Classement par points | Classement par points | Classement par points | Classement par points |
| Coureur               | Coureur               | Pays                  | Équipe                | Points                |
| --------------------- | --------------------- | --------------------- | --------------------- | --------------------- |
| 1er                   | Stuart O'Grady        | Australie             | Crédit Agricole       | 176 pts               |
| 2e                    | Erik Zabel            | Allemagne             | Deutsche Telekom      | 165 pts               |
| 3e                    | Lance Armstrong       | États-Unis            | US Postal Service     | DQ                    |
| 4e                    | Damien Nazon          | France                | Bonjour               | 130 pts               |
| 5e                    | Jan Ullrich           | Allemagne             | Deutsche Telekom      | 127 pts               |

| Classement de la montagne | Classement de la montagne | Classement de la montagne | Classement de la montagne | Classement de la montagne |
| Coureur                   | Coureur                   | Pays                      | Équipe                    | Points                    |
| ------------------------- | ------------------------- | ------------------------- | ------------------------- | ------------------------- |
| 1er                       | Laurent Jalabert          | France                    | CSC-Tiscali               | 257 pts                   |
| 2e                        | Jan Ullrich               | Allemagne                 | Deutsche Telekom          | 211 pts                   |
| 3e                        | Lance Armstrong           | États-Unis                | US Postal Service         | DQ                        |
| 4e                        | Laurent Roux              | France                    | Jean Delatour             | 195 pts                   |
| 5e                        | Stefano Garzelli          | Italie                    | Mapei-Quick Step          | 164 pts                   |

| Classement de la montagne | Classement de la montagne | Classement de la montagne | Classement de la montagne | Classement de la montagne |
| Coureur                   | Coureur                   | Pays                      | Équipe                    | Points                    |
| ------------------------- | ------------------------- | ------------------------- | ------------------------- | ------------------------- |
| 1er                       | Laurent Jalabert          | France                    | CSC-Tiscali               | 257 pts                   |
| 2e                        | Jan Ullrich               | Allemagne                 | Deutsche Telekom          | 211 pts                   |
| 3e                        | Lance Armstrong           | États-Unis                | US Postal Service         | DQ                        |
| 4e                        | Laurent Roux              | France                    | Jean Delatour             | 195 pts                   |
| 5e                        | Stefano Garzelli          | Italie                    | Mapei-Quick Step          | 164 pts                   |

| Classement du meilleur jeune | Classement du meilleur jeune | Classement du meilleur jeune | Classement du meilleur jeune | Classement du meilleur jeune |
| Coureur                      | Coureur                      | Pays                         | Équipe                       | Temps                        |
| ---------------------------- | ---------------------------- | ---------------------------- | ---------------------------- | ---------------------------- |
| 1er                          | Óscar Sevilla                | Espagne                      | Kelme-Costa Blanca           | 76 h 26 min 03 s             |
| 2e                           | Francisco Mancebo            | Espagne                      | iBanesto.com                 | + 10 min 03 s                |
| 3e                           | Jörg Jaksche                 | Allemagne                    | ONCE-Eroski                  | + 47 min 32 s                |
| 4e                           | Denis Menchov                | Russie                       | iBanesto.com                 | + 1 h 12 min 39 s            |
| 5e                           | Marco Pinotti                | Italie                       | Lampre-Daikin                | + 1 h 15 min 18 s            |

| Classement du meilleur jeune | Classement du meilleur jeune | Classement du meilleur jeune | Classement du meilleur jeune | Classement du meilleur jeune |
| Coureur                      | Coureur                      | Pays                         | Équipe                       | Temps                        |
| ---------------------------- | ---------------------------- | ---------------------------- | ---------------------------- | ---------------------------- |
| 1er                          | Óscar Sevilla                | Espagne                      | Kelme-Costa Blanca           | 76 h 26 min 03 s             |
| 2e                           | Francisco Mancebo            | Espagne                      | iBanesto.com                 | + 10 min 03 s                |
| 3e                           | Jörg Jaksche                 | Allemagne                    | ONCE-Eroski                  | + 47 min 32 s                |
| 4e                           | Denis Menchov                | Russie                       | iBanesto.com                 | + 1 h 12 min 39 s            |
| 5e                           | Marco Pinotti                | Italie                       | Lampre-Daikin                | + 1 h 15 min 18 s            |

| Classement par équipes | Classement par équipes | Classement par équipes | Classement par équipes |
| Équipe                 | Équipe                 | Pays                   | Temps                  |
| ---------------------- | ---------------------- | ---------------------- | ---------------------- |
| 1re                    | Kelme-Costa Blanca     | Espagne                | 237 h 44 min 59 s      |
| 2e                     | ONCE-Eroski            | Espagne                | + 4 min 59 s           |
| 3e                     | Deutsche Telekom       | Allemagne              | + 41 min 06 s          |
| 4e                     | Bonjour                | France                 | + 41 min 49 s          |
| 5e                     | Rabobank               | Pays-Bas               | + 51 min 53 s          |

| Classement par équipes | Classement par équipes | Classement par équipes | Classement par équipes |
| Équipe                 | Équipe                 | Pays                   | Temps                  |
| ---------------------- | ---------------------- | ---------------------- | ---------------------- |
| 1re                    | Kelme-Costa Blanca     | Espagne                | 237 h 44 min 59 s      |
| 2e                     | ONCE-Eroski            | Espagne                | + 4 min 59 s           |
| 3e                     | Deutsche Telekom       | Allemagne              | + 41 min 06 s          |
| 4e                     | Bonjour                | France                 | + 41 min 49 s          |
| 5e                     | Rabobank               | Pays-Bas               | + 51 min 53 s          |